# Neottia nidus-avis
Il nido d'uccello (Neottia nidus-avis (L.) Rich., 1817) è una pianta erbacea perenne dai fiori poco appariscenti, appartenente alla famiglia delle Orchidacee.

## Etimologia
Il nome del genere, derivato dal greco “neottia” che significa “nido”, fa riferimento alla particolare forma delle radici “a nido”.  L'epiteto specifico conferma ulteriormente questo concetto: nidus avis è un termine latino e significa nido d'uccello.

Il binomio scientifico di questa pianta inizialmente era Ophrys nidus-avis, proposta dal botanico e naturalista svedese Carl von Linné  (1707 - 1778) in una pubblicazione del 1753, modificato successivamente in quello attualmente accettato (Neottia nidus-avis), proposto dal botanico francese Rich. (1754 – 1821) nella pubblicazione dal titolo  ”De Orchideis Europaeis Annotationes” del 1817.

In lingua tedesca questa pianta si chiama Nestwurz; in francese si chiama Néottie nid d'oiseau; in lingua inglese si chiama Bird's-nest Orchid.

## Descrizione

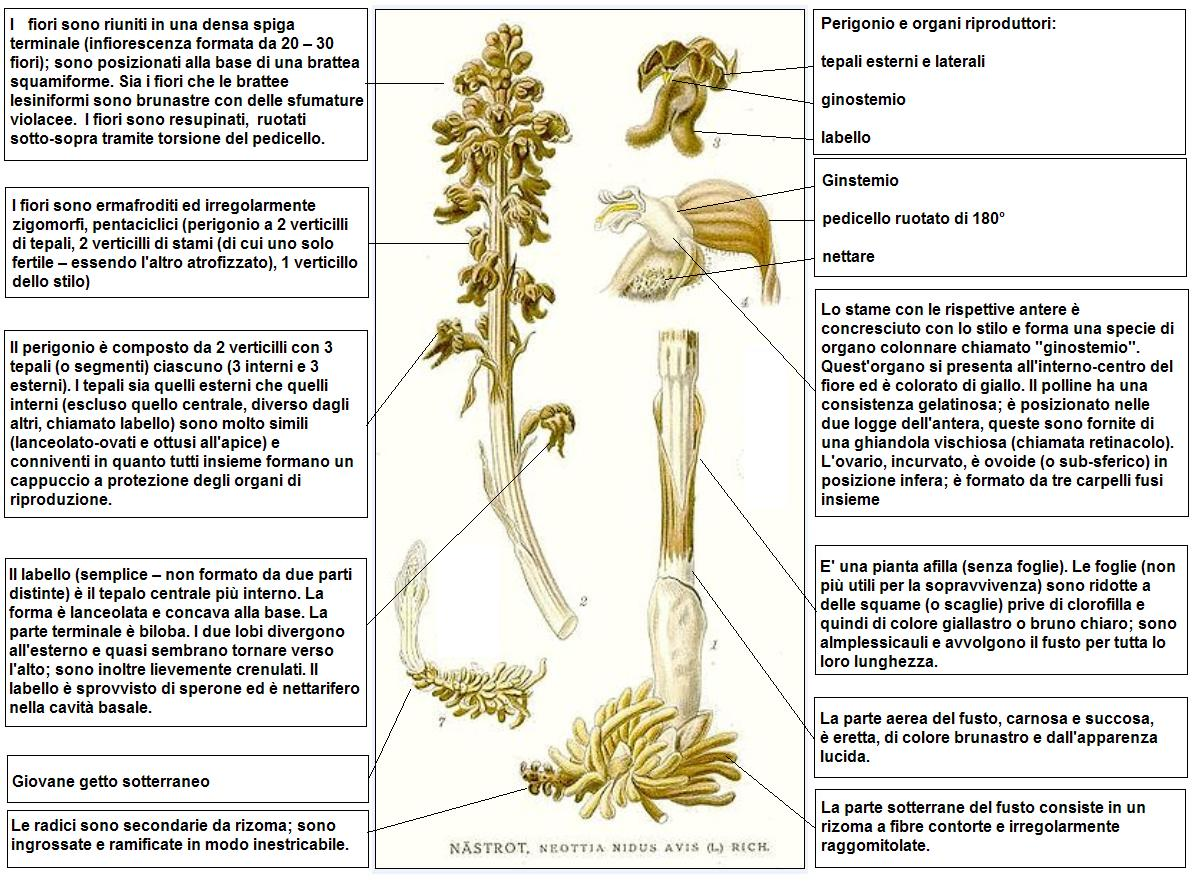
Descrizione delle parti della pianta

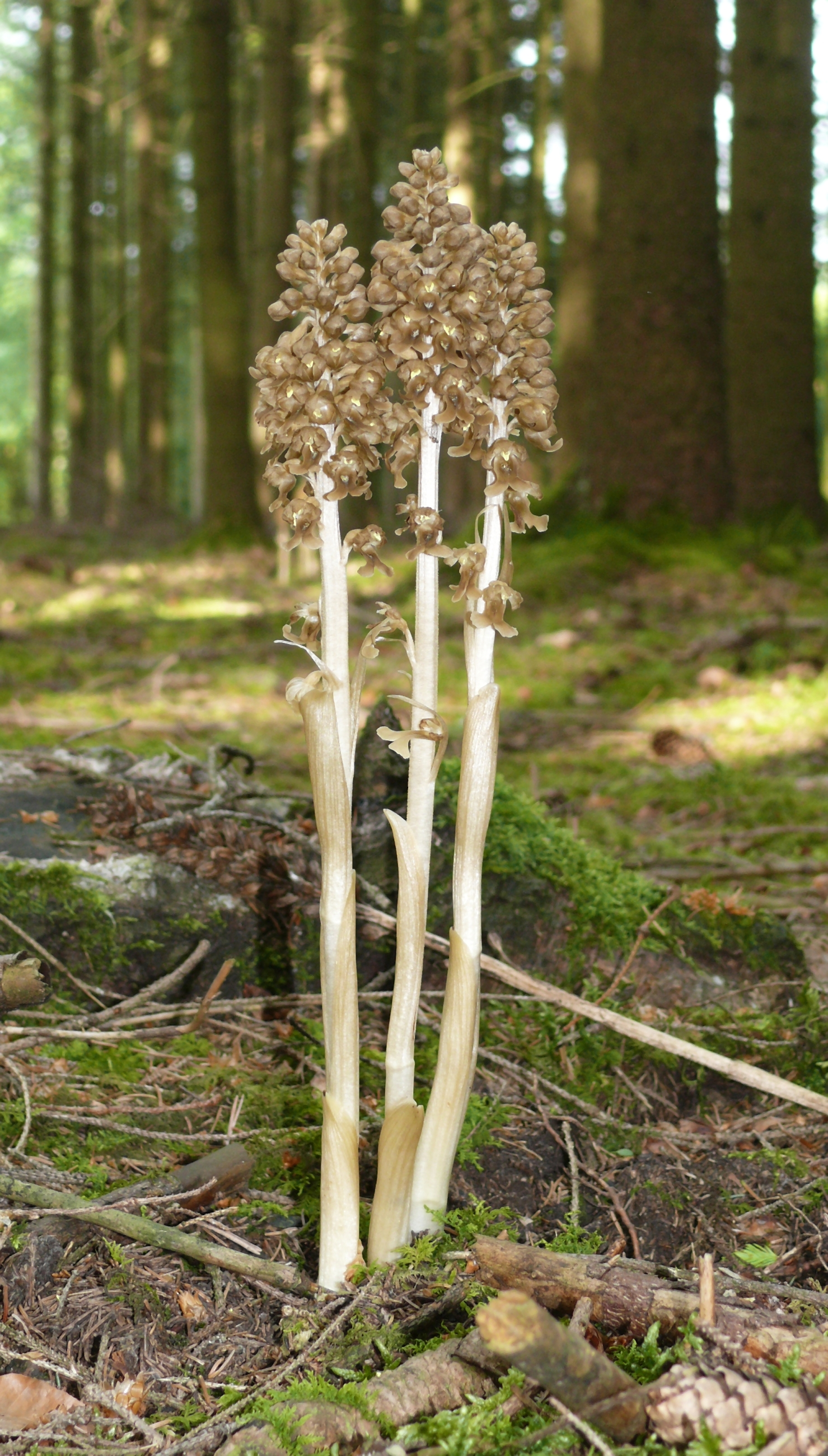
Il portamento

Questa pianta, contrariamente ad altri generi delle orchidee, non è epifita, ossia non vive sopra altri vegetali, ma appartiene al gruppo delle orchidee terrestri ed ha un proprio rizoma. In realtà questa è una pianta aclorofilla ossia priva di clorofilla, pertanto non compie fotosintesi ma ricava i nutrienti necessari alla propria sopravvivenza dalla simbiosi  con un fungo rinvenibile sia a livello delle radici che a livello delle cellule più superficiali dello strato corticale della porzione ipogea. 

L'altezza di questa pianta varia tra i 15 e 40 cm. La forma biologica è geofita rizomatosa (G rhiz), sono piante perenni erbacee che portano le gemme in posizione sotterranea. Durante la stagione avversa non presentano organi aerei e le gemme si trovano in organi sotterranei chiamati rizomi; dei fusti sotterranei dai quali, ogni anno, si dipartono radici e fusti aerei. 

### Radici

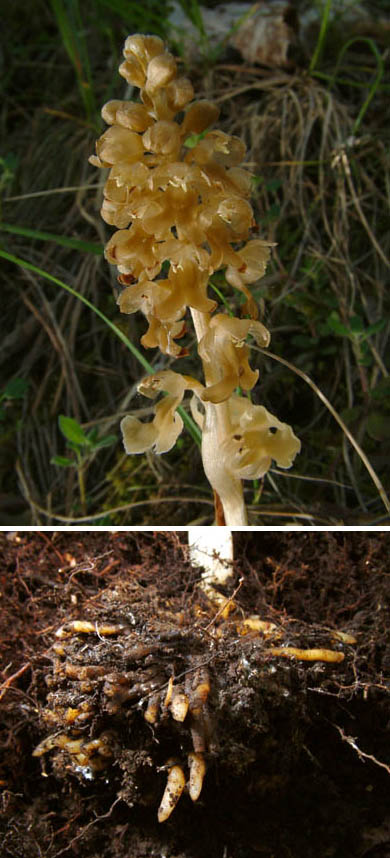
Le radici

Le radici sono secondarie da rizoma; sono ingrossate e ramificate in modo inestricabile.

### Fusto
- Parte ipogea: la parte sotterranea consiste in un rizoma a fibre contorte e irregolarmente raggomitolate.
- Parte epigea: la parte aerea del fusto, carnosa e succosa, è eretta, di colore brunastro e dall'apparenza lucida.

### Foglie

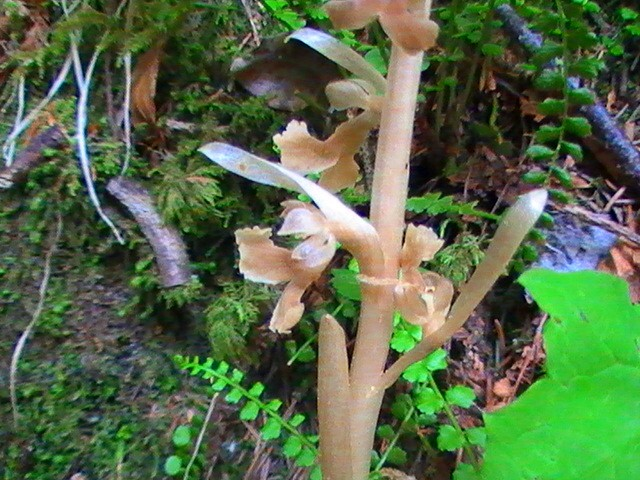
Foglie e brattee
Località: Melere, Trichiana (BL), 843 m s.l.m. - 23/05/2009

È una pianta afilla (senza foglie). Le foglie (non più utili per la sopravvivenza) sono ridotte a delle squame (o scaglie) prive di clorofilla e quindi di colore giallastro o bruno chiaro; sono amplessicauli e avvolgono il fusto per tutta la loro lunghezza. Questa atrofizzazione ha colpito soprattutto le foglie basali, qui completamente assenti, mentre in altri generi della famiglia delle orchidee sono sempre presenti. Lunghezza delle scaglie: 2 – 3,5 cm.

### Infiorescenza

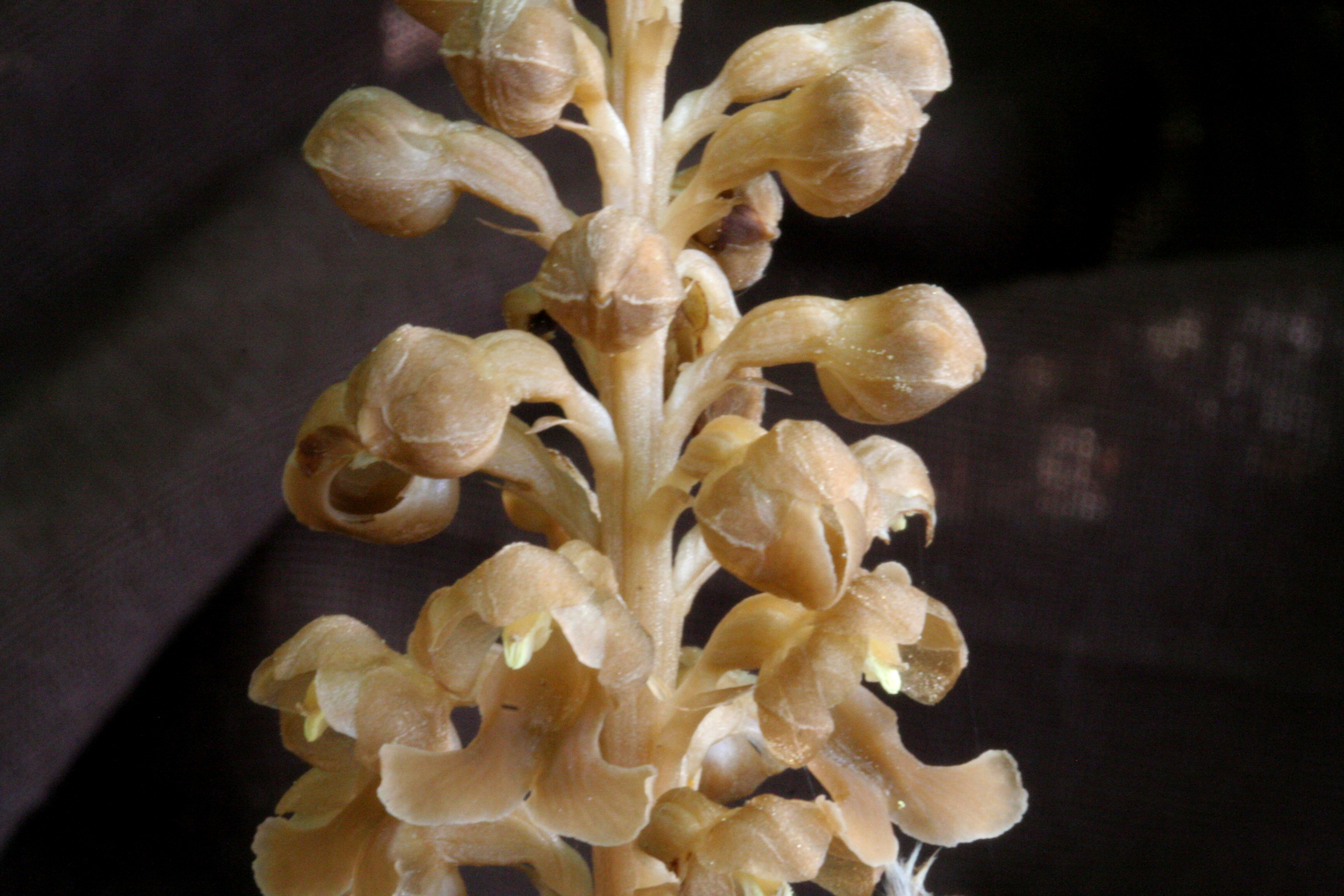
Infiorescenza
Località: Melere, Trichiana (BL), 843 m s.l.m. - 23/05/2009

I fiori sono riuniti in una densa spiga terminale (infiorescenza formata da 20 – 30 fiori); sono posizionati alla base di una brattea squamiforme o lesiniforme. Sia i fiori che le brattee sono brunastre (con delle sfumature violacee) per cui facilmente questa pianta può essere confusa, nell'oscurità del bosco, per delle foglie cadute precocemente.  I fiori sono resupinati, ruotati sottosopra tramite torsione del pedicello; in questo caso il labello è volto in basso. Lunghezza dell'infiorescenza: 5 – 20 cm. Lunghezza delle brattee inferiori: 2 – 3 cm. Dimensione delle brattee superiori: larghezza 1 – 2 mm; lunghezza 5 – 10 mm.

### Fiore

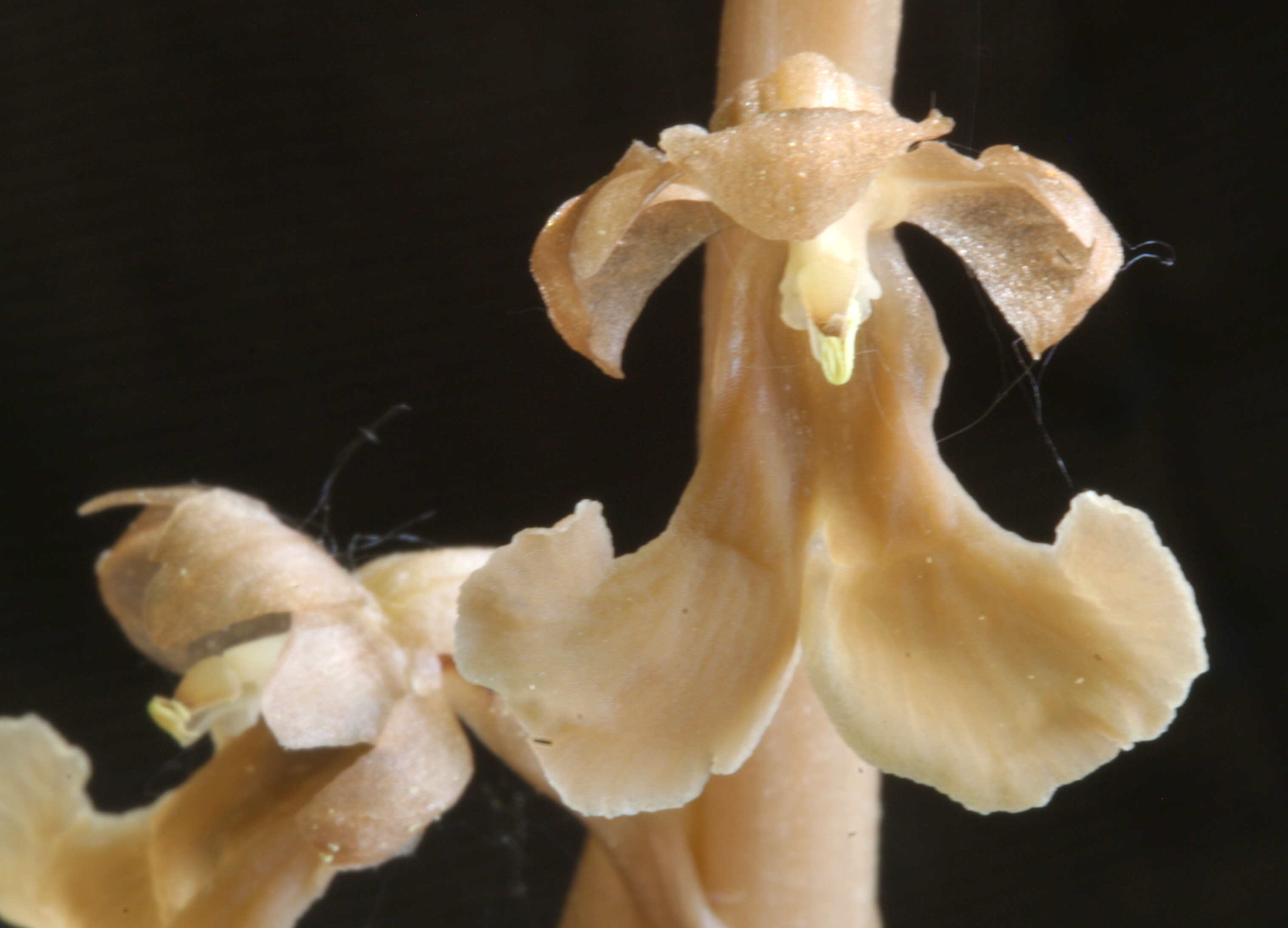
Il fiore
Località: Melere, Trichiana (BL), 843 m s.l.m. - 23/05/2009

I fiori sono ermafroditi ed irregolarmente zigomorfi, pentaciclici (perigonio a 2 verticilli di tepali, 2 verticilli di stami (di cui uno solo fertile – essendo l'altro atrofizzato), 1 verticillo dello stilo). I fiori profumano debolmente di miele. Dimensione dei fiori: 8 – 15 mm.
- Formula fiorale: per queste piante viene indicata la seguente formula fiorale:

P 3+3, [A 1, G (3)]
- Perigonio: il perigonio è composto da 2 verticilli con 3 tepali (o segmenti) ciascuno (3 interni e 3 esterni). I tepali sia quelli esterni che quelli interni (escluso quello centrale, diverso dagli altri, chiamato labello) sono molto simili (lanceolato-ovati e ottusi all'apice) e conniventi in quanto tutti insieme formano un cappuccio a protezione degli organi di riproduzione. Lunghezza media dei tepali: 5 mm.
- Labello: il labello (semplice – non formato da due parti distinte) è il tepalo centrale più interno. La forma è lanceolata e concava alla base. La parte terminale è biloba. I due lobi divergono all'esterno e quasi sembrano tornare verso l'alto; sono inoltre lievemente crenulati. Il labello è sprovvisto di sperone ed è nettarifero nella cavità basale. Dimensione del labello: larghezza 3 mm; lunghezza 10 – 12 mm.
- Ginostemio: lo stame con le rispettive antere (in realtà si tratta di una sola antera fertile biloculare – a due logge) è concresciuto con lo stilo e forma una specie di organo colonnare chiamato "ginostemio"[5]. Quest'organo si presenta all'interno-centro del fiore ed è colorato di giallo. Il polline ha una consistenza gelatinosa; è posizionato nelle due logge dell'antera, queste sono fornite di una ghiandola vischiosa (chiamata retinacolo). L'ovario, incurvato, è ovoide (o sub-sferico) in posizione infera; è formato da tre carpelli fusi insieme. Lunghezza dell'ovario: 1 cm.
- Fioritura: da maggio ad luglio.

### Frutti
Il frutto è una capsula semi-eretta, a forma ellissoide e pedicellata con diverse coste e deiscente per alcune di queste.  Al suo interno sono contenuti numerosi minutissimi semi piatti. Questi semi sono privi di endosperma e gli embrioni contenuti in essi sono poco differenziati in quanto formati da poche cellule. Queste piante vivono in stretta simbiosi con micorrize endotrofiche, questo significa che i semi possono svilupparsi solamente dopo essere infettati dalle spore di funghi micorrizici (infestazione di ife fungine). Questo meccanismo è necessario in quanto i semi da soli hanno poche sostanze di riserva per una germinazione in proprio..

## Riproduzione
La riproduzione di questa pianta avviene prevalentemente per via vegetativa o per autofecondazione; è comunque possibile anche la riproduzione tramite impollinazione eterologa, per lo più ad opera di ditteri.
Dopo la fioritura la pianta muore e i nuovi individui vengono generati dalla porzione carnosa di radice rimasta viva. Questa radice propagandosi orizzontalmente va ad occupare nuove zone di terreno non ancora sfruttate e quindi più ricche di nutrimento facilitando così la nascita dei nuovi individui. In alcuni periodi (anche diversi anni) è possibile che questa pianta non trovando le condizioni ottimali per far germogliare nuovi individui compia il suo intero ciclo vitale rimanendo sotto terra.

## Distribuzione e habitat
- Geoelemento: il tipo corologico (area di origine) è Eurasiatico - Eurosiberiano.
- Distribuzione: la Neottia nidus-avis è comune su tutto il territorio italiano (un po' rara nelle isole).  Fuori dall'Italia, sui rilievi europei si trova ovunque (manca però nelle Alpi Dinariche).
- Habitat: l'habitat tipico di questa pianta sono tra i muschi o le foglie morte nei boschi di faggio e di latifoglie in ambienti freschi e ombrosi; ma anche nelle pinete, gineprai, carpineti  e querceti. Il substrato preferito è calcareo e calcareo/siliceo con pH neutro, medi valori nutrizionali e terreno mediamente umido.
- Distribuzione altudinale: sui rilievi queste piante si possono trovare fino a 1500 m s.l.m.; frequentano quindi i seguenti piani vegetazionali: collinare e montano.

### Fitosociologia
Dal punto di vista fitosociologico Neottia nidus-avis appartiene alla seguente comunità vegetale:
Formazione: delle comunità forestali
Classe: Carpino-Fagetea
Ordine: Fagetalia sylvaticae

## Tassonomia
Le Orchidaceae sono una delle famiglie più vaste della divisione tassonomica delle Angiosperme; comprende 788 generi e più di 18500 specie. Il genere Neottia comprende poche specie (una o due dozzine, secondo le varie classificazioni) diffuse nelle regioni temperate dell'Emisfero settentrionale; tre delle quali sono spontanea del territorio italiano.
Il Sistema Cronquist assegna la famiglia delle Orchidaceae all'ordine Orchidales mentre la moderna classificazione APG la colloca nel nuovo ordine delle Asparagales. Sempre in base alla classificazione APG sono cambiati anche i livelli superiori (vedi tabella iniziale).
Il numero cromosomico di Neottia nidus-avis è: 2n=36

### Sinonimi
Neottia nidus-avis ha avuto nel tempo diverse nomenclature. L'elenco che segue indica alcuni tra i sinonimi più frequenti:
- Epipactis nidus-avis (L.) Crantz (1769)
- Listera nidus-avis (L.) Curtis (1778)
- Helleborine nidus-avis (L.) F.W.Schmidt (1793)
- Malaxis nidus-avis (L.) Bernh. (1800)
- Ophrys nidus-avis L. (1753) (basionimo)
- Serapias nidus-avis (L.) Steud. (1821)

### Specie simili
È un'orchidea unica nel suo genere, ma questa pianta può essere confusa con altre specie come quelle del genere Orobanche (famiglia delle Orobanchaceae), altre piante di tipo parassitario.

## Altre notizie
In alcune aree è una pianta protetta quindi ne è vietata la raccolta.

## Galleria d'immagini

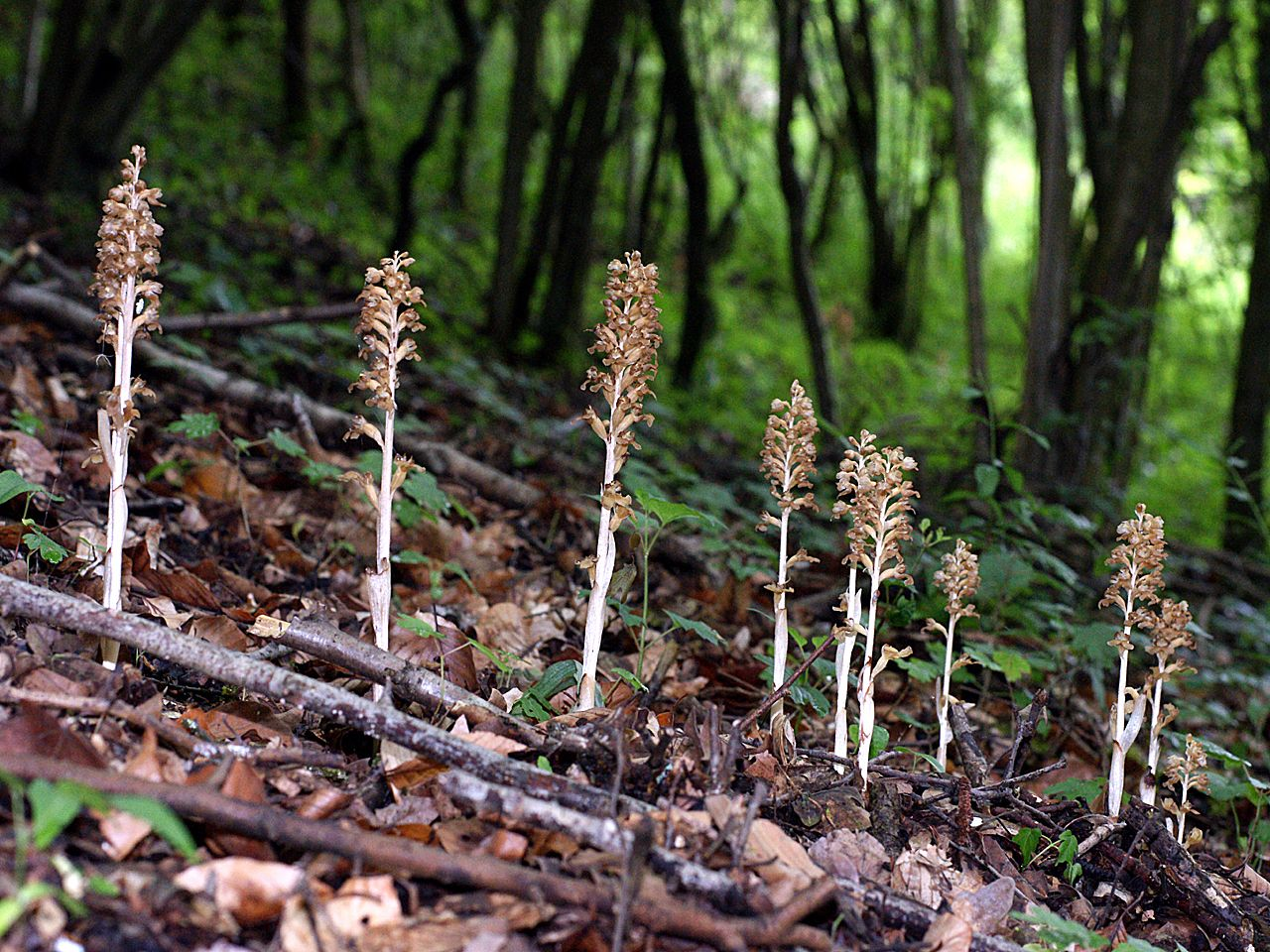
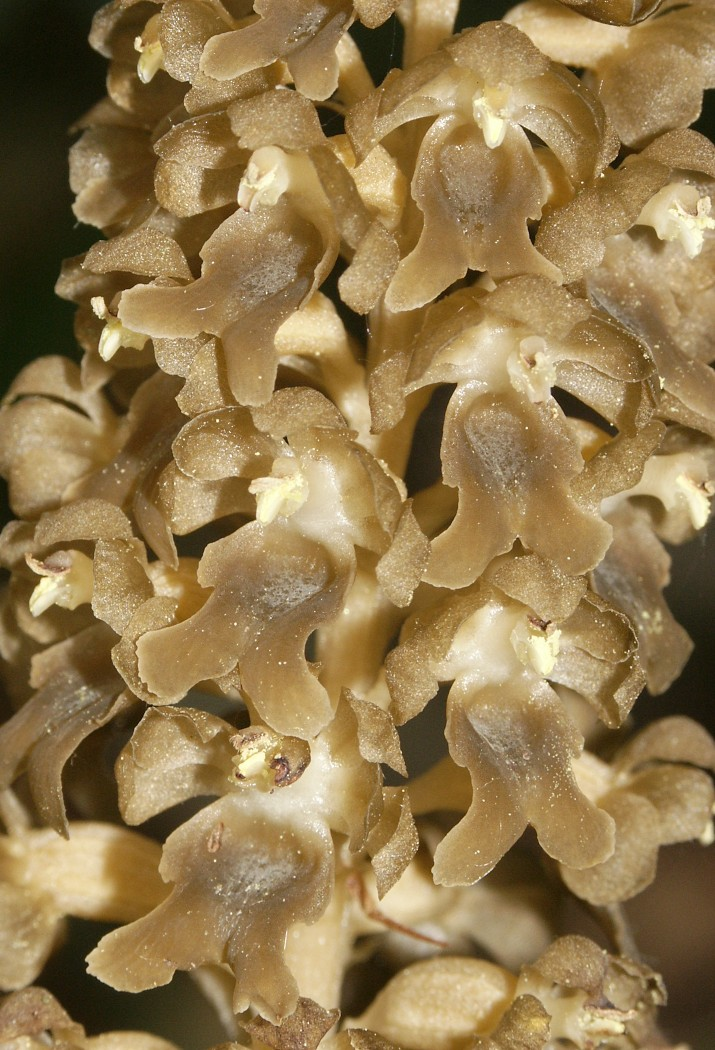
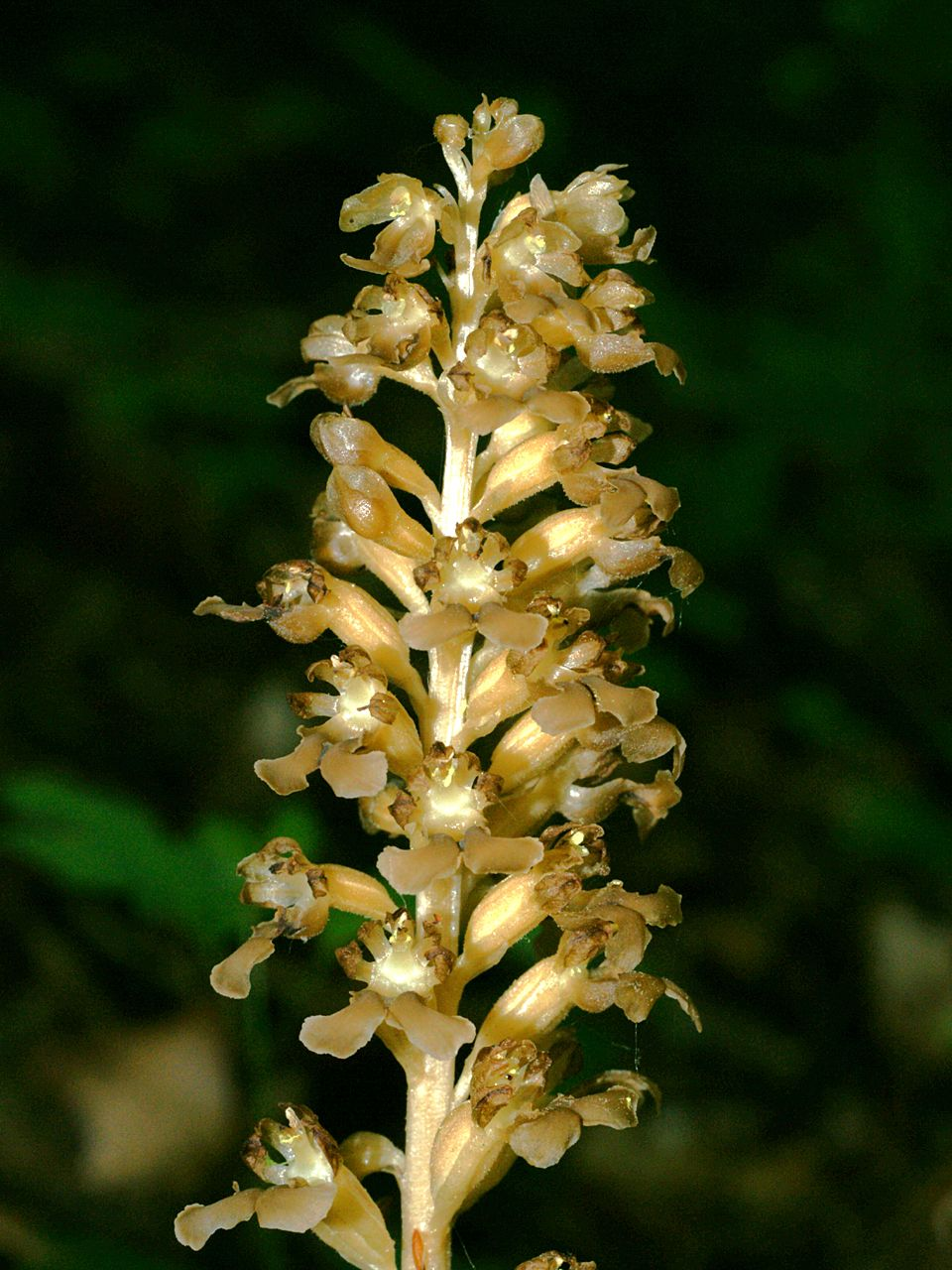
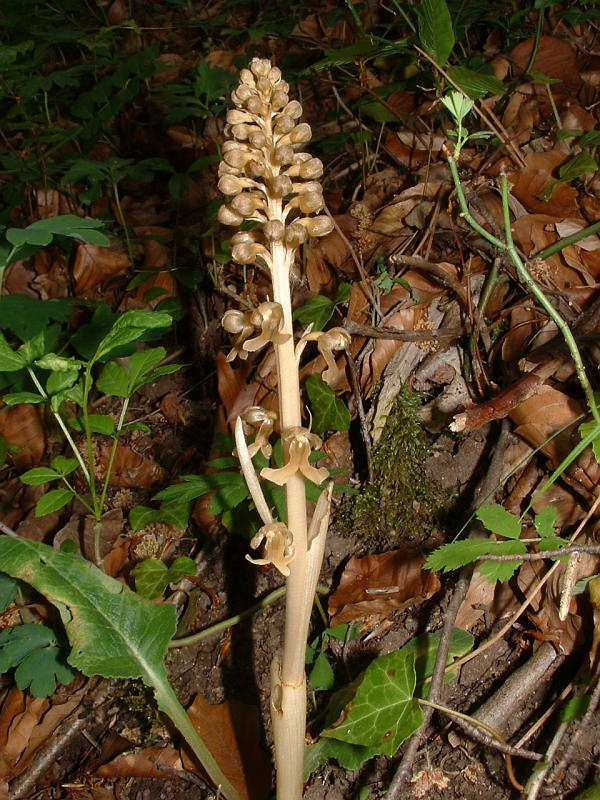